# Mégange
Mégange est une commune française située dans le département de la Moselle et le bassin de vie de la Moselle-Est, en région Grand Est.

## Géographie
Cette commune de Moselle se compose de deux villages: Mégange, le chef-lieu communal et Rurange-lès-Mégange, le village voisin.

### Communes limitrophes
| Piblange    |             | Gomelange   |
| Burtoncourt | Mégange     | Éblange     |
|             | Guinkirchen | Roupeldange |

### Hydrographie
La commune est située dans le bassin versant du Rhin au sein du bassin Rhin-Meuse. Elle est drainée par le ruisseau de Lintringerbach.

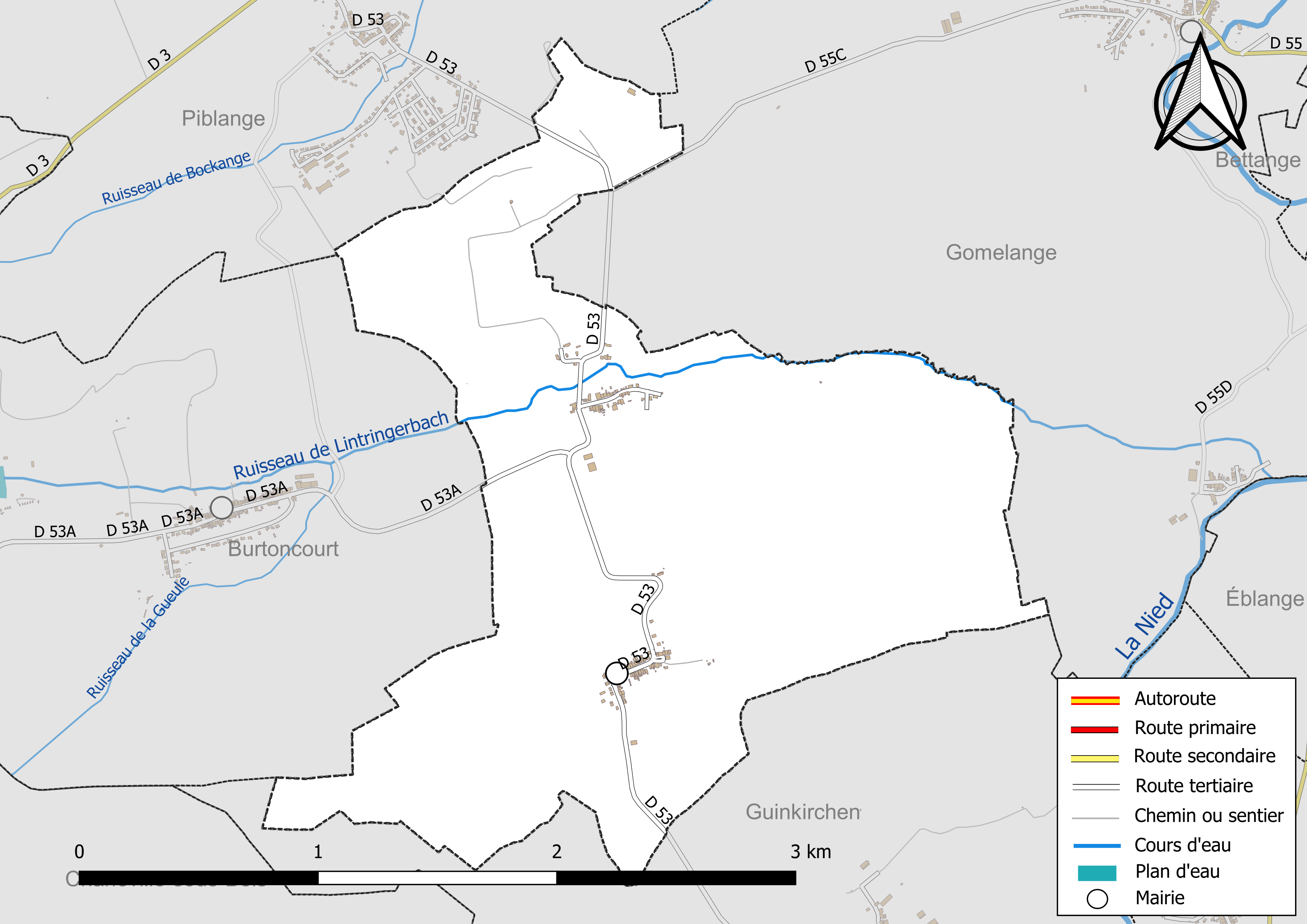
Réseaux hydrographique et routier de Mégange.

### Climat
Pour des articles plus généraux, voir Climat du Grand Est et Climat de la Moselle.
En 2010, le climat de la commune est de type climat des marges montargnardes, selon une étude du Centre national de la recherche scientifique s'appuyant sur une série de données couvrant la période 1971-2000. En 2020, Météo-France publie une typologie des climats de la France métropolitaine dans laquelle la commune est exposée à un climat semi-continental et est dans la région climatique  Lorraine, plateau de Langres, Morvan, caractérisée par un hiver rude (1,5 °C), des vents modérés et des brouillards fréquents en automne et hiver. 
Pour la période 1971-2000, la température annuelle moyenne est de 9,6 °C, avec une amplitude thermique annuelle de 16,9 °C. Le cumul annuel moyen de précipitations est de 824 mm, avec 12 jours de précipitations en janvier et 9,6 jours en juillet. Pour la période 1991-2020, la température moyenne annuelle observée sur la station météorologique de Météo-France la plus proche, « Malancourt », sur la commune d'Amnéville à 22 km à vol d'oiseau, est de 10,2 °C et le cumul annuel moyen de précipitations est de 884,1 mm. 
La température maximale relevée sur cette station est de 39,3 °C, atteinte le 25 juillet 2019 ; la température minimale est de −17,9 °C, atteinte le 5 janvier 1985,,. 
Les paramètres climatiques de la commune ont été estimés pour le milieu du siècle (2041-2070) selon différents scénarios d'émission de gaz à effet de serre à partir des nouvelles projections climatiques de référence DRIAS-2020. Ils sont consultables sur un site dédié publié par Météo-France en novembre 2022.

## Urbanisme

### Typologie
Au 1er janvier 2024, Mégange est catégorisée commune rurale à habitat dispersé, selon la nouvelle grille communale de densité à sept niveaux définie par l'Insee en 2022.
Elle est située hors unité urbaine. Par ailleurs la commune fait partie de l'aire d'attraction de Metz, dont elle est une commune de la couronne,. Cette aire, qui regroupe 245 communes, est catégorisée dans les aires de 200 000 à moins de 700 000 habitants,.

### Occupation des sols
L'occupation des sols de la commune, telle qu'elle ressort de la base de données européenne d’occupation biophysique des sols Corine Land Cover (CLC), est marquée par l'importance des territoires agricoles (77,7 % en 2018), une proportion identique à celle de 1990 (77,7 %). La répartition détaillée en 2018 est la suivante : 
terres arables (60,4 %), forêts (22,3 %), prairies (11,1 %), zones agricoles hétérogènes (6,2 %). L'évolution de l’occupation des sols de la commune et de ses infrastructures peut être observée sur les différentes représentations cartographiques du territoire : la carte de Cassini (XVIIIe siècle), la carte d'état-major (1820-1866) et les cartes ou photos aériennes de l'IGN pour la période actuelle (1950 à aujourd'hui).

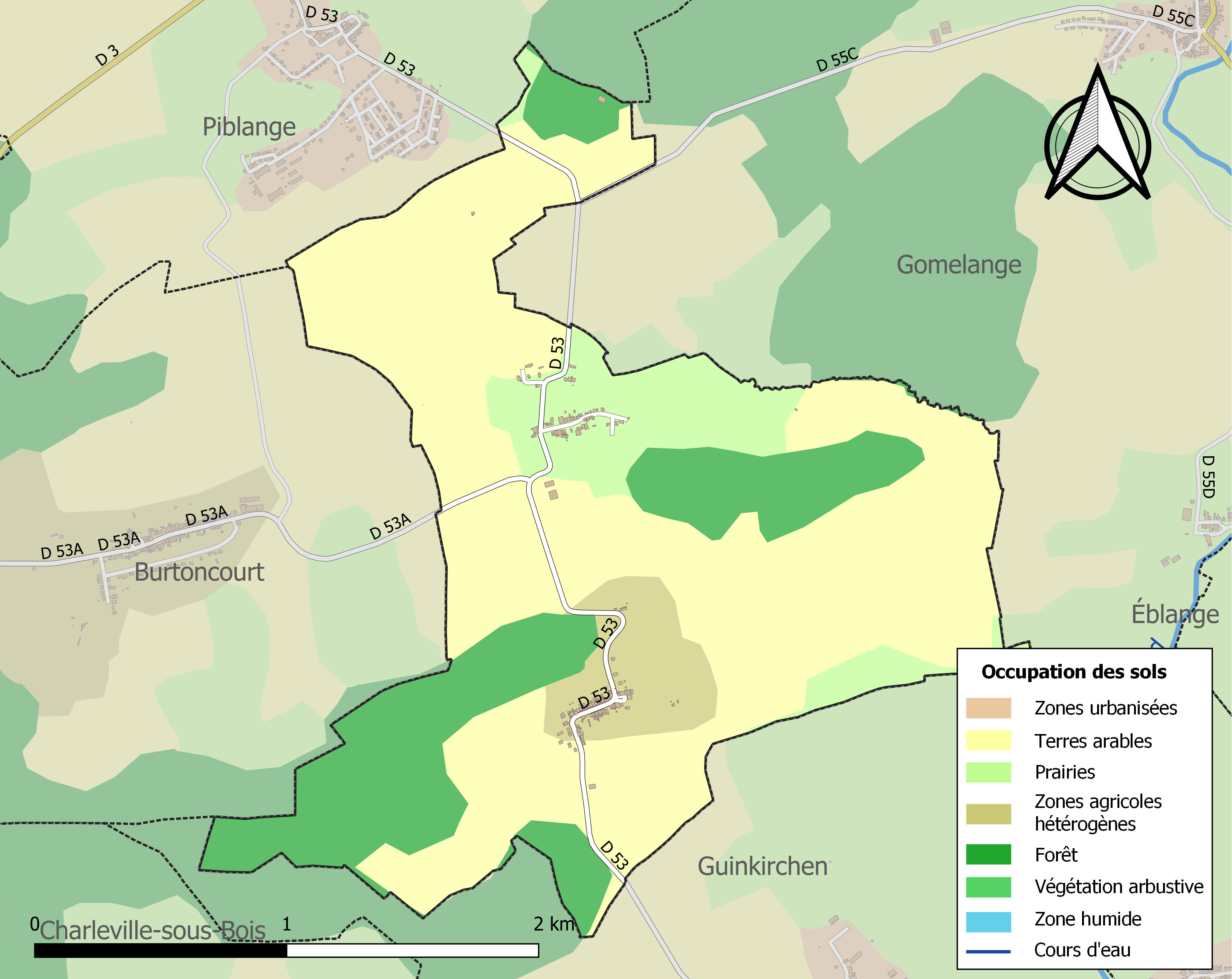
Carte des infrastructures et de l'occupation des sols de la commune en 2018 (CLC).

## Toponymie

### Mégange
- En allemand : Mengen[13]. En francique lorrain: Mägen et Mengen.
- Mekinge (1148), Meiguingen (1235), Megens (1272), Minganges (1300), Meingange (1307), Meange (1331), Mengues (1358), Mehingen et Mengen (1594), Mingange (1697), Mégange (1793), Mengange (carte Cassini), Mengen (1871-1918).

### Rurange
- En francique lorrain : Reiderching.
- Rohenges (1130), Ruckeringa/Rureringa et Rureranga (1544), Rurange (1793).

Aussi appelé Rurange-lès-Mégange.

## Histoire
La commune de Mégange avec son annexe Rurange a une histoire assez particulière puisque ces deux villages forment une même commune à la suite d'un mariage forcé décidé par le roi de France en 1833.

### Mégange
L’histoire de Mégange est liée à celle de Guinkirchen qui a toujours été sa paroisse et longtemps sa commune. Les armoiries de Mégange qui servent pour l’ensemble de la commune sont celles de la famille de Mengen qui a probablement eu son berceau dans ce village. On cite Mégange dès 1131 comme une dépendance de la seigneurie de Vry. Puis Jean II de Mengen fut nommé prévôt de Guinkirchen ou de Guirlange en 1270 et la famille fit des dons à l’abbaye de Villers-Bettnach. Par la suite Mégange servit souvent à ses seigneurs de caution lors d’emprunt qu’ils faisaient et ainsi le village changea souvent de seigneur. Mégange faisait partie des villages à flageolets c’est-à-dire qui devaient une redevance en flageolets au couvent de Fraulautern. On sait aussi qu’en 1580, il y avait 16 maisons dont 5 étaient en commun aux abbés de Bouzonville et de Villers-Bettnach alors que les onze autres faisant partie de la mairie de Guinkirchen et de la seigneurie de Boulay et cette partie suivit le sort de Guinkirchen jusqu’à la Révolution.
Mégange a toujours été une annexe de la paroisse de Guinkirchen et elle participait aux frais d’entretien de l’église de ce lieu ; elle fit pourtant des efforts constants pour disposer d’une chapelle particulière : il y avait eu d’abord une chapelle privée à l’extérieur du village qui fut rasée et reconstruite dans le village vers 1860. L’autorisation épiscopale avait accepté la construction d’un oratoire mais alors la vente du quart de réserve de la forêt communale fut acceptée ; devant les caisses communales remplies, les responsables virent beaucoup plus grand et lorsqu’il fallut justifier le paiement par le budget communal commencèrent les problèmes administratifs.
De 1833 à 1870, les comptes rendus du conseil municipal étaient parsemés de plaintes relatives à l’union des deux villages prétextant que pourtant dans le secteur de plus petites villes qu’eux étaient indépendants. On écrivait même : « Nous sommes les seuls idiots incapables d’avoir les éléments d’une bonne administration (communale) ». Si au début, les maires demeurèrent à Mégange, une contestation s’éleva lorsqu’ils furent habitants de Rurange et que les habitants de Mégange durent se déplacer à Rurange. La population de la commune atteignit 340 personnes en 1851 pour retomber à 89 en 1975. Elle dépasse aujourd’hui les 150. Aux XVIIIe et XIXe siècles, il y avait à Mégange de la vigne (sept hectares en 1820) et des vignerons.

### Rurange-lès-Mégange
L’histoire de Rurange commence en 1060 sous le nom de Rohenge et il fait partie du pays messin et de la seigneurie de Vry comme Mégange. Par la suite, il passe entre les mains de seigneur de Clervant et Courcelles-Chaussy à tendance protestante ce qui le différencie de Mégange et le rattache plutôt à Burtoncourt. À la Révolution, Rurange appartenait à la famille Le Duchat.
Le village a été autonome jusqu’en 1790 et devint annexe de Guinkirchen de 1813 à 1833, date de la création de la commune indépendante de Mégange avec Rurange comme annexe. Le village de Rurange avait en 1742 quatre ménages juifs. Il a toujours souhaité avoir une école particulière mais s’est heurté à des difficultés financières qui ont empêché dans ce domaine une situation stable tant pour la maison d’école que pour les instituteurs. Un des problèmes de Rurange a été de trouver un débouché vers l’extérieur en défendant avec persistance la mise en état de la route de Burtoncourt à Gomelange ; pour des raisons d’économie, les habitants acceptèrent de se greffer sur la route de Bockange à Gomelange. Le village avait deux moulins celui de Rurange et celui de Gravatte vers Gomelange. Mégange n’avait qu’une petite forêt alors que les ressources forestières de Rurange étaient bien plus importantes.

## Politique et administration
| Période                                  | Période   | Identité           | Étiquette | Qualité |
| ---------------------------------------- | --------- | ------------------ | --------- | ------- |
| 1977                                     | mars 2001 | Jean-Claude Jacob  |           |         |
| mars 2001                                | ?         | Roger Bassompierre |           |         |
| mai 2020                                 | En cours  | Antonio Mongelli   |           |         |
| Les données manquantes sont à compléter. |           |                    |           |         |

## Démographie
L'évolution du nombre d'habitants est connue à travers les recensements de la population effectués dans la commune depuis 1793. Pour les communes de moins de 10 000 habitants, une enquête de recensement portant sur toute la population est réalisée tous les cinq ans, les populations de référence des années intermédiaires étant quant à elles estimées par interpolation ou extrapolation. Pour la commune, le premier recensement exhaustif entrant dans le cadre du nouveau dispositif a été réalisé en 2005.

En 2022, la commune comptait 140 habitants, en évolution de −15,15 % par rapport à 2016 (Moselle : +0,52 %, France hors Mayotte : +2,11 %).
| 1793 | 1800 | 1806 | 1836 | 1841 | 1861 | 1866 | 1871 | 1875 |
| ---- | ---- | ---- | ---- | ---- | ---- | ---- | ---- | ---- |
| 146  | 155  | 184  | 313  | 303  | 287  | 292  | 287  | 275  |

| 1880 | 1885 | 1890 | 1895 | 1900 | 1905 | 1910 | 1921 | 1926 |
| ---- | ---- | ---- | ---- | ---- | ---- | ---- | ---- | ---- |
| 263  | 254  | 221  | 219  | 218  | 241  | 221  | 182  | 159  |

| 1931 | 1936 | 1946 | 1954 | 1962 | 1968 | 1975 | 1982 | 1990 |
| ---- | ---- | ---- | ---- | ---- | ---- | ---- | ---- | ---- |
| 167  | 160  | 157  | 135  | 114  | 104  | 89   | 112  | 148  |

| 1999 | 2005 | 2006 | 2010 | 2015 | 2020 | 2022 | - | - |
| ---- | ---- | ---- | ---- | ---- | ---- | ---- | - | - |
| 154  | 208  | 208  | 182  | 169  | 143  | 140  | - | - |

## Culture locale et patrimoine

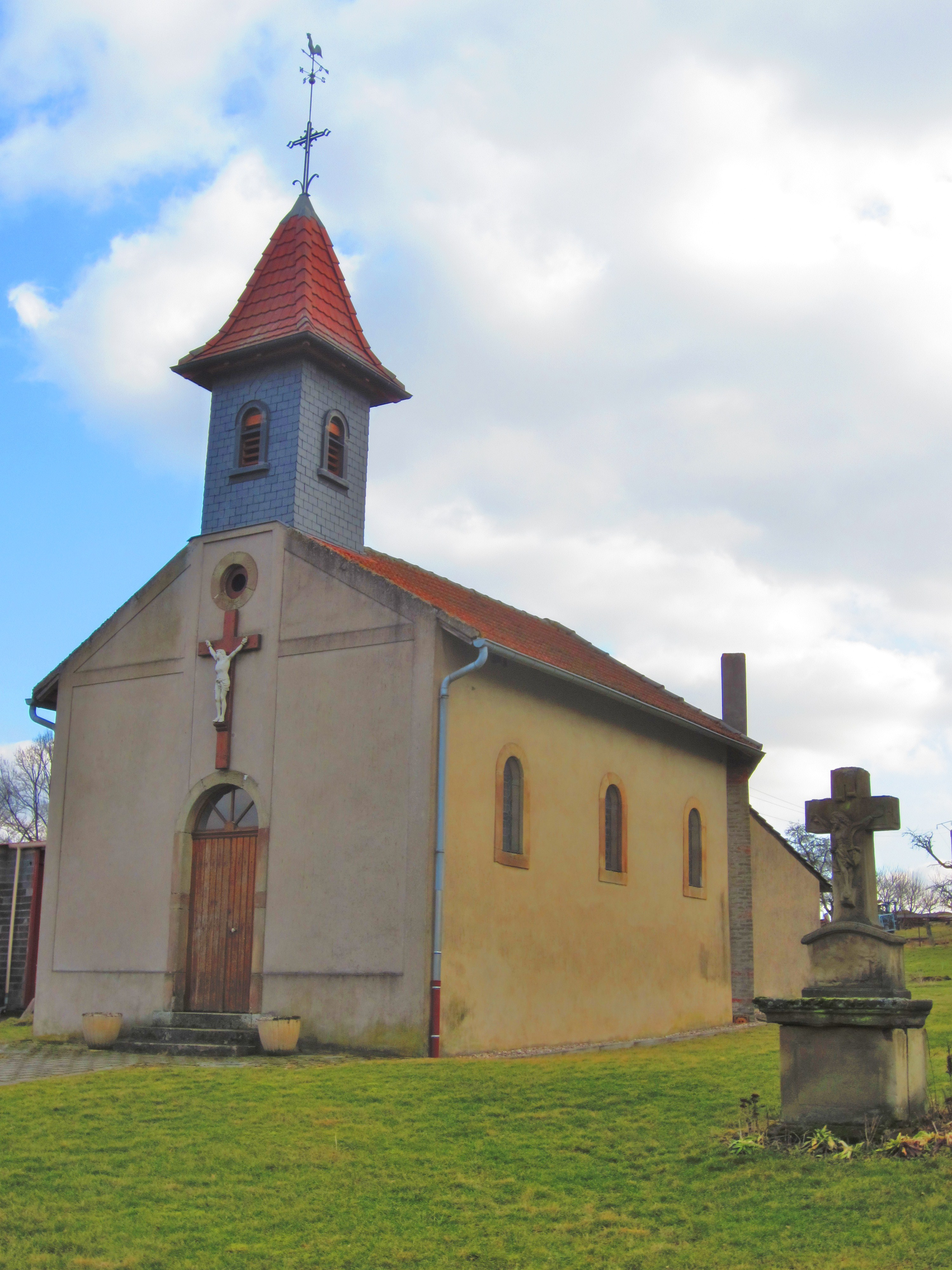
Chapelle Saint-Nicolas à Rurange-lès-Mégange.

### Lieux et monuments
- Chapelle de l'Immaculée-Conception à Mégange construite en 1860 : pietà XIXe siècle, crèche XVIIIe siècle.
- Chapelle Saint-Nicolas à Rurange-lès-Mégange construite en 1860.

### Héraldique
| Blason de Mégange | Blason  | D'argent à trois chevrons de sable.              |
| Blason de Mégange | Détails | Le statut officiel du blason reste à déterminer. |